# Liste der Monuments historiques in Goussainville (Val-d’Oise)
Die Liste der Monuments historiques in Goussainville (Val-d’Oise) führt die Monuments historiques in der französischen Gemeinde Goussainville auf.

## Liste der Bauwerke
| Bezeichnung                               | Beschreibung | Standort | Kennzeichnung | Schutzstatus | Datum | Bild           |
| ----------------------------------------- | ------------ | -------- | ------------- | ------------ | ----- | -------------- |
| Kirche St-Pierre-St-Paul mit Altarretabel |              | (Lage)   | PA00080075    | Classé       | 1914  | weitere Bilder |

## Liste der Objekte

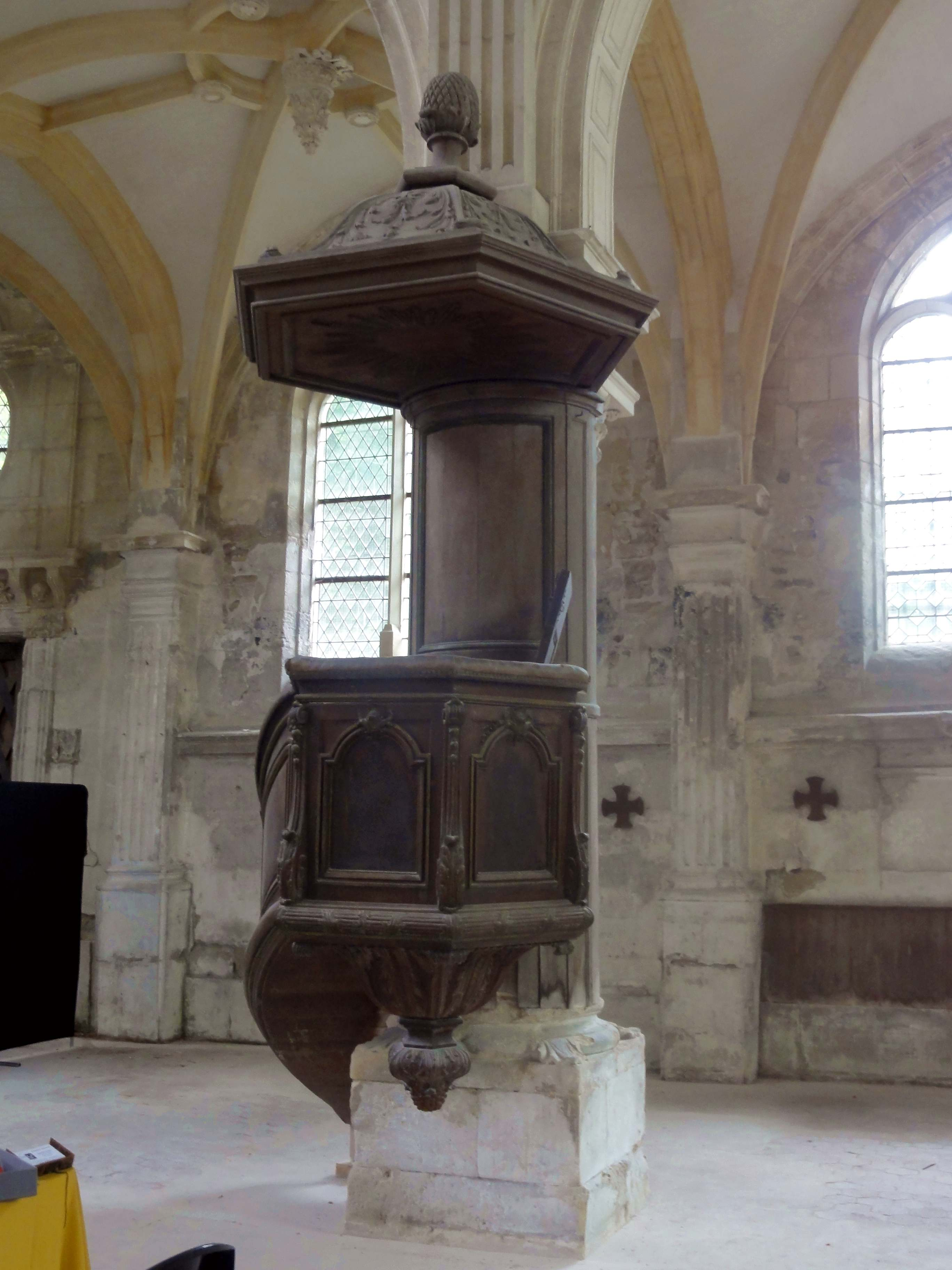
Kanzel (18. Jahrhundert) in der St-Pierre-St-Paul

- Monuments historiques (Objekte) in Goussainville in der Base Palissy des französischen Kultusministeriums